# Paavo Aaltonen
Pour les articles homonymes, voir Aaltonen.
Paavo Johannes Aaltonen (12 décembre 1919 – 9 septembre 1962) est un gymnaste finlandais.

## Biographie
Lors des Jeux olympiques de 1948, Paavo Aaltonen remporta la médaille d'or au cheval d'arçons. Cependant, il dut partager cette médaille avec ses compatriotes Heikki Savolainen et Veikko Huhtanen qui obtinrent le même nombre de points que lui. Il remporta également l'or au concours par équipes et au saut à cheval ainsi que le bronze au concours général individuel.
Aux Jeux olympiques de 1952, il obtint une nouvelle médaille de bronze au concours par équipes avant de mettre fin à sa carrière.
Entre ces deux compétitions, il remporta également l'or à la barre fixe aux Championnats du Monde de gymnastique 1950 à Bâle.

## Palmarès

### Jeux olympiques
- Londres 1948
  -  médaille d'or au concours par équipes
  -  médaille d'or au cheval d'arçons
  -  médaille d'or au saut de cheval
  -  médaille de bronze au concours général individuel

- Helsinki 1952
  -  médaille de bronze au concours par équipes

### Championnats du monde
- Bâle 1950
  -  médaille d'or à la barre fixe